# Nery Castillo
Nery Alberto Castillo Confalonieri (San Luis Potosí, 13 giugno 1984) è un ex calciatore messicano, di ruolo attaccante.

## Carriera

### Club

#### Olympiacos
Cresciuto nel Danubio, nel 2000 si è trasferito in Grecia, all'Olympiacos. Ha debuttato nella massima serie greca l'8 aprile 2001, in Olympiacos-Skoda Xanthi (4-0), subentrando a Predrag Djordjevic al 66'. Dopo le prime due stagioni da riserva, ha iniziato ad essere impiegato con maggiore continuità. Il 30 settembre 2003 ha debuttato in Champions League, nell'incontro Olympiacos-Juventus (1-2), subentrando ad Alexandros Tatsis al 75'. Ha messo a segno la sua prima rete in Champions League il 5 novembre 2003, in Olympiacos-Galatasaray (3-0), siglando la rete del momentaneo 2-0 al 34'. Ha militato nel club del Pireo per sette stagioni, totalizzando 105 presenze e 30 reti nella massima serie greca, 43 presenze e 12 reti in Kypello Ellados, 15 presenze e 5 reti nelle competizioni europee.

#### Šachtar, Manchester City e Dnipro
Il 31 luglio 2007 è stato ufficializzato il suo trasferimento allo Šachtar, club ucraino, per 20 milioni di euro. Ha debuttato nella massima serie ucraina è avvenuto il 19 agosto 2007, in Metalist Charkiv-Šachtar (1-3), subentrando a Jádson al 55'. Trovando poco spazio nel club arancionero, il 18 dicembre 2007 si è trasferito in prestito annuale al Manchester City, diventando così il primo calciatore messicano a vestire la maglia dei Citizens. Il debutto con la nuova maglia è avvenuto il 5 gennaio 2008, nell'incontro di FA Cup West Ham United-Manchester City (0-0). Sette giorni dopo ha debuttato in Premier League, nell'incontro Everton-Manchester City (1-0), subentrando a Rolando Bianchi al 56'. Ha collezionato in totale, con la maglia dei Citizens, 7 presenze in Premier League e 2 in FA Cup.
Rientrato a Donetsk nel gennaio 2009, ha militato nel club gialloblu per sei mesi, totalizzando quattro presenze e una rete in campionato. Il 30 luglio 2009 è stato ceduto in prestito per una stagione al Dnipro. Il debutto con la nuova maglia è avvenuto il 1º agosto 2009, nell'incontro di campionato Zorya Luhans'k-Dnipro Dnipropetrovs'k (0-1).

#### Chicago Fire, Arīs Salonicco
Il 18 luglio 2010 viene ceduto, nuovamente con la formula del prestito, allo Chicago Fire, club statunitense. Il debutto nella massima serie statunitense è avvenuto il 9 agosto 2010, in Chicago Fire-New York Red Bulls (0-0). Ha militato nel club dell'Illinois fino al gennaio 2011, totalizzando 8 presenze in campionato.
Il 26 gennaio 2011 è stato ufficializzato il trasferimento in prestito per sei mesi all'Arīs Salonicco. Ha debuttato con la nuova maglia il 30 gennaio 2011, nell'incontro di campionato Arīs Salonicco-Template:Calcio PAOK (0-0). Ha militato nel club giallonero per una stagione e mezzo, totalizzando 32 presenze e 9 reti.

#### Pachuca, León e Rayo Vallecano
Il 15 giugno 2012 passa a titolo definitivo al Pachuca, club messicano. Il debutto con la nuova maglia è avvenuto il 12 agosto 2012, nell'incontro di campionato Pachuca-Club Tijuana (2-2). Nel dicembre 2012 viene ceduto in prestito al León. Il debutto con il club biancoverde è avvenuto il 13 gennaio 2013, nell'incontro di campionato Club Tijuana-León  (1-0). Terminato il prestito, è rientrato al Pachuca, con cui ha risolto il proprio contratto il 3 luglio 2013. Il 10 luglio 2013 viene ingaggiato dal Rayo Vallecano, club spagnolo. Ha debuttato in Liga il 28 settembre 2013, in Valencia-Rayo Vallecano (1-0). Al termine della stagione rimane svincolato.

### Nazionale
Castillo avrebbe potuto ottenere la cittadinanza e giocare per quattro paesi: oltre al Messico, suo paese di nascita, avrebbe potuto richiedere la cittadinanza in Uruguay, paese di origine del padre; in Italia, paese di origine dei nonni materni; e in Grecia, paese nel quale ha risieduto per più di sei anni. Nel 2007 ha scelto di giocare per la nazionale messicana.
Ha debuttato il 2 giugno 2007, nell'amichevole Messico-Iran (4-0). Ha messo a segno la sua prima rete con la maglia della nazionale l'8 giugno 2007, in Messico-Cuba (2-1), siglando la rete del definitivo 2-1 al 55'. Ha partecipato, con il Messico, alla Gold Cup 2007 e alla Copa América 2007. In quest'ultima competizione ha messo a segno 4 reti in 5 incontri disputati, risultando il terzo miglior marcatore dopo Robinho e Juan Román Riquelme. È sceso in campo, inoltre, nelle qualificazioni CONCACAF al campionato del mondo 2010. Ha collezionato in totale, con la maglia della nazionale messicana, 21 presenze e 6 reti.

## Statistiche

### Presenze e reti nei club
| Stagione               | Squadra                | Campionato             | Campionato | Campionato | Coppe nazionali | Coppe nazionali | Coppe nazionali | Coppe continentali | Coppe continentali | Coppe continentali | Altre coppe | Altre coppe | Altre coppe | Totale | Totale |
| Stagione               | Squadra                | Comp                   | Pres       | Reti       | Comp            | Pres            | Reti            | Comp               | Pres               | Reti               | Comp        | Pres        | Reti        | Pres   | Reti   |
| ---------------------- | ---------------------- | ---------------------- | ---------- | ---------- | --------------- | --------------- | --------------- | ------------------ | ------------------ | ------------------ | ----------- | ----------- | ----------- | ------ | ------ |
| 2000-2001              | Olympiacos             | AE                     | 1          | 0          | KE              | 3               | 1               | UCL+UEFA           | 0+0                | 0+0                | -           | -           | -           | 4      | 1      |
| 2001-2002              | Olympiacos             | AE                     | 1          | 0          | KE              | 8               | 1               | UCL                | 0                  | 0                  | -           | -           | -           | 9      | 1      |
| 2002-2003              | Olympiacos             | AE                     | 9          | 3          | KE              | 7               | 1               | UCL                | 0                  | 0                  | -           | -           | -           | 16     | 4      |
| 2003-2004              | Olympiacos             | AE                     | 26         | 7          | KE              | 8               | 2               | UCL                | 5                  | 2                  | -           | -           | -           | 41     | 11     |
| 2004-2005              | Olympiacos             | AE                     | 26         | 6          | KE              | 10              | 5               | UCL+UEFA           | 2+3                | 0+0                | -           | -           | -           | 41     | 11     |
| 2005-2006              | Olympiacos             | AE                     | 17         | 2          | KE              | 4               | 2               | UCL                | 0                  | 0                  | -           | -           | -           | 21     | 4      |
| 2006-2007              | Olympiacos             | SLE                    | 25         | 12         | KE              | 3               | 0               | UCL                | 5                  | 3                  | -           | -           | -           | 33     | 15     |
| Totale Olympiacos      | Totale Olympiacos      | Totale Olympiacos      | 105        | 30         |                 | 43              | 12              |                    | 12+3               | 5+0                |             | -           | -           | 163    | 47     |
| giu.-dic. 2007         | Šachtar                | VL                     | 8          | 0          | KU              | 1               | 0               | UCL                | 5                  | 1                  | -           | -           | -           | 14     | 1      |
| dic. 2007-2008         | Manchester City        | PL                     | 7          | 0          | FA+FLC          | 2+0             | 0+0             | -                  | -                  | -                  | -           | -           | -           | 9      | 0      |
| giu.-dic. 2008         | Manchester City        | PL                     | 0          | 0          | FA+FLC          | 0+0             | 0+0             | UEFA               | 0                  | 0                  | -           | -           | -           | 0      | 0      |
| Totale Manchester City | Totale Manchester City | Totale Manchester City | 7          | 0          |                 | 2+0             | 0+0             |                    | 0                  | 0                  |             | -           | -           | 9      | 0      |
| gen.-giu. 2009         | Šachtar                | PL                     | 4          | 1          | KU              | 0               | 0               | UCL+UEFA           | 0+0                | 0+0                | -           | -           | -           | 4      | 1      |
| 2009-2010              | Dnipro                 | PL                     | 3          | 0          | KU              | 0               | 0               | UCL+EL             | 0+0                | 0+0                | -           | -           | -           | 3      | 0      |
| 2010                   | Chicago Fire           | MLS                    | 8          | 0          | USOC            | 0               | 0               | -                  | -                  | -                  | -           | -           | -           | 8      | 0      |
| gen.-giu. 2011         | Arīs Salonicco         | SLE                    | 10         | 2          | KE              | 0               | 0               | EL                 | 1                  | 0                  | -           | -           | -           | 11     | 2      |
| 2011-2012              | Arīs Salonicco         | SLE                    | 20         | 6          | KE              | 1               | 1               | -                  | -                  | -                  | -           | -           | -           | 21     | 7      |
| Totale Arīs Salonicco  | Totale Arīs Salonicco  | Totale Arīs Salonicco  | 30         | 8          |                 | 1               | 1               |                    | 1                  | 0                  |             | -           | -           | 32     | 9      |
| 2012-gen. 2013         | Pachuca                | LMX                    | 13         | 1          | CMX             | 2               | 0               | -                  | -                  | -                  | -           | -           | -           | 15     | 1      |
| gen.-giu. 2013         | León                   | LMX                    | 7          | 0          | CMX             | 0               | 0               | CL                 | 2                  | 0                  | -           | -           | -           | 9      | 0      |
| 2013-2014              | Rayo Vallecano         | PD                     | 11         | 2          | CDR             | 4               | 0               | -                  | -                  | -                  | -           | -           | -           | 15     | 2      |
| Totale carriera        | Totale carriera        | Totale carriera        | 196        | 42         |                 | 53              | 13              |                    | 23                 | 6                  |             | 3           | 0           | 272    | 61     |

### Cronologia presenze e reti in nazionale
| Cronologia completa delle presenze e delle reti in nazionale ― Messico | Cronologia completa delle presenze e delle reti in nazionale ― Messico | Cronologia completa delle presenze e delle reti in nazionale ― Messico | Cronologia completa delle presenze e delle reti in nazionale ― Messico | Cronologia completa delle presenze e delle reti in nazionale ― Messico | Cronologia completa delle presenze e delle reti in nazionale ― Messico | Cronologia completa delle presenze e delle reti in nazionale ― Messico | Cronologia completa delle presenze e delle reti in nazionale ― Messico |
| Data                                                                   | Città                                                                  | In casa                                                                | Risultato                                                              | Ospiti                                                                 | Competizione                                                           | Reti                                                                   | Note                                                                   |
| ---------------------------------------------------------------------- | ---------------------------------------------------------------------- | ---------------------------------------------------------------------- | ---------------------------------------------------------------------- | ---------------------------------------------------------------------- | ---------------------------------------------------------------------- | ---------------------------------------------------------------------- | ---------------------------------------------------------------------- |
| 2-6-2007                                                               | San Luis Potosí                                                        | Messico                                                                | 4 – 0                                                                  | Iran                                                                   | Amichevole                                                             | -                                                                      | 73’                                                                    |
| 5-6-2007                                                               | Città del Messico                                                      | Messico                                                                | 0 – 1                                                                  | Paraguay                                                               | Amichevole                                                             | -                                                                      | 69’                                                                    |
| 8-6-2007                                                               | East Rutherford                                                        | Messico                                                                | 2 – 1                                                                  | Cuba                                                                   | Gold Cup 2007 - Gironi                                                 | 1                                                                      | 55’                                                                    |
| 13-6-2007                                                              | Houston                                                                | Messico                                                                | 1 – 0                                                                  | Panama                                                                 | Gold Cup 2007 - Gironi                                                 | -                                                                      | 78’ 80’                                                                |
| 24-6-2007                                                              | Chicago                                                                | Stati Uniti                                                            | 2 – 1                                                                  | Messico                                                                | Gold Cup 2007 - Finale                                                 | -                                                                      |                                                                        |
| 27-6-2007                                                              | Puerto Ordaz                                                           | Brasile                                                                | 0 – 2                                                                  | Messico                                                                | Coppa America 2007 - Gironi                                            | 1                                                                      | 56’                                                                    |
| 1-7-2007                                                               | Maturín                                                                | Messico                                                                | 2 – 1                                                                  | Ecuador                                                                | Coppa America 2007 - Gironi                                            | 1                                                                      | 78’                                                                    |
| 8-7-2007                                                               | Maturín                                                                | Messico                                                                | 6 – 0                                                                  | Paraguay                                                               | Coppa America 2007 - Quarti di finale                                  | 2                                                                      | 54’                                                                    |
| 11-7-2007                                                              | Puerto Ordaz                                                           | Argentina                                                              | 3 – 0                                                                  | Messico                                                                | Coppa America 2007 - Semifinali                                        | -                                                                      |                                                                        |
| 14-7-2007                                                              | Caracas                                                                | Uruguay                                                                | 1 – 3                                                                  | Messico                                                                | Coppa America 2007 - Finale 3º posto                                   | -                                                                      | 74’                                                                    |
| 9-9-2007                                                               | Puebla                                                                 | Messico                                                                | 1 – 0                                                                  | Panama                                                                 | Amichevole                                                             | -                                                                      | 27’                                                                    |
| 12-9-2007                                                              | Foxborough                                                             | Brasile                                                                | 3 – 1                                                                  | Messico                                                                | Amichevole                                                             | -                                                                      | 73’                                                                    |
| 26-3-2008                                                              | Londra                                                                 | Ghana                                                                  | 1 – 2                                                                  | Messico                                                                | Amichevole                                                             | -                                                                      | 76’                                                                    |
| 12-11-2008                                                             | Phoenix                                                                | Ecuador                                                                | 1 – 2                                                                  | Messico                                                                | Amichevole                                                             | -                                                                      | 71’                                                                    |
| 19-11-2008                                                             | San Pedro Sula                                                         | Honduras                                                               | 1 – 0                                                                  | Messico                                                                | Qual. Mondiali 2010                                                    | -                                                                      | 73’                                                                    |
| 11-2-2009                                                              | Columbus                                                               | Stati Uniti                                                            | 2 – 0                                                                  | Messico                                                                | Qual. Mondiali 2010                                                    | -                                                                      | 34’                                                                    |
| 1-4-2009                                                               | San Pedro Sula                                                         | Honduras                                                               | 3 – 1                                                                  | Messico                                                                | Qual. Mondiali 2010                                                    | 1                                                                      | 70’                                                                    |
| 6-6-2009                                                               | San Salvador                                                           | El Salvador                                                            | 2 – 1                                                                  | Messico                                                                | Qual. Mondiali 2010                                                    | -                                                                      |                                                                        |
| 10-6-2009                                                              | Città del Messico                                                      | Messico                                                                | 2 – 1                                                                  | Trinidad e Tobago                                                      | Qual. Mondiali 2010                                                    | -                                                                      | 35’                                                                    |
| 12-8-2009                                                              | Città del Messico                                                      | Messico                                                                | 2 – 1                                                                  | Stati Uniti                                                            | Qual. Mondiali 2010                                                    | -                                                                      | 70’                                                                    |
| 5-9-2009                                                               | San Juan                                                               | Costa Rica                                                             | 0 – 3                                                                  | Messico                                                                | Qual. Mondiali 2010                                                    | -                                                                      | 81’                                                                    |
| Totale                                                                 |                                                                        | Presenze                                                               | 21                                                                     |                                                                        | Reti                                                                   | 6                                                                      |                                                                        |

## Palmarès

### Club

#### Competizioni nazionali
- Campionato greco: 4

Olympiacos: 2002-2003, 2004-2005, 2005-2006, 2006-2007
- Coppa di Grecia: 2

Olympiacos: 2004-2005, 2005-2006

#### Competizioni internazionali
- Coppa UEFA: 1

Šachtar: 2008-2009